# مليكة بنجلون
مليكة بنجلون (27 أغسطس سنة 1980 في بلجيكا) هي راقصة ومصممة رقصات بلجيكية- إيطالية - مغربية.

## النشأة والأسرة
ولدت من أم إيطالية وأب مغربي، التحقت مليكة بنجلون بدروس الرقص حيث سجلها والداها وهي في السنة الثالثة من عمرها.
في السابعة عشرة من عمرها، بعد أن أكملت تعليمها الثانوي في مونس ببلجيكا، استقرت بباريس للعمل في مجال الرقص. بعد ان مارست الرقص الكلاسيكي ورقص الجاز لمدة 14 عامًا، انتقلت إلى موسيقى الهيب هوب وأصبحت راقصة محترفة.

## الحياة المهنية
اشتغلت مصممة الرقصات في العديد من البرامج التلفزيونية بما في ذلك هيت مشين [الفرنسية]، ستار أكاديمي، جائزة أن أر جي الموسيقية.
تُدرب الراقصين في شركة فرانكو دراغون. وقد عملت أيضًا مع جريس جونز، أوفيلي وينتر، بيلي كروفورد، الشاب مامي، مايكل يون ‏، لام، بلاك إم، سوبرانو، باف دادي و آخرين.
ظهرت في فيلم الراقصة من إخراج فراد غرسون [الفرنسية]، لكاتبه لوك بيسون والذي أُصدر عام 2000
استدعى المغني البريطاني روبي ويليامز مليكة بن جلون لعمل فيديو لأغنية Rudebox، وهي أول أغنية من ألبوم Rudebox الذي أُصدر عام 2006. في نفس العام، لعبت دور لو في فيلم My Girlfriends.
ابتداء من أكتوبر 2010 إلى غاية يونيو 2013، عملت حكمًا في برنامج المواهب Dance Street الذي بُثّ على قناة فرانس أو، جنبًا إلى جنب مع جيسي ماتادور (الموسم الأول)، بروس يكانجي (المواسم الأول إلى الثالث)، لوران بونو (الموسم الثالث).، بالإضافة إلى استدعاء شخصيات أخرى كمحلفين.
وشاركت أيضا في برنامج Shake It Up Dance Talents  على قناة ديزني.
مليكة بن جلون تعمل معلمةً في عدة مراكز وهي أيضا عضوة في لجان تحكيم مختلفة في مسابقات الرقص.
في عام 2023، أصبحت معلمة رقص في الموسم الحادي عشر من ستار أكاديمي على قناة تي أف 1.

## روابط خارجية
- مصادر متعلقة بالسمعي البصري:
- Allociné
- IMDb
- Rotten Tomatoes